# Melanie Charles
Mélanie Jean Baptiste Charles, auch Melanie jb Charles oder Melanie J-B Charles (* 1988 in New York City) ist eine US-amerikanische Jazzmusikerin (Gesang, Flöte, Komposition) und Songwriterin.

## Leben und Wirken
Charles, die haitianische Wurzeln hat und in Brooklyn aufwuchs, hatte mit fünf Jahren Klavier- und später Gesangsunterricht bei der Organistin ihrer Kirchengemeinde. Frühe Einflüsse waren neben R&B und Soul der Jazzgesang von Sarah Vaughan, Marlena Shaw und Nancy Wilson, deren Album mit Cannonball Adderley (1961) sie stark prägte. Auf der LaGuardia High School lernte sie außerdem Flöte. Anschließend studierte sie Jazzgesang an der New School University for Jazz and Contemporary Music, wo sie 2010 absolvierte.
Charles arbeitete seit den 2000er-Jahren in der New Yorker Musikszene; 2010 trat sie mit der Bigband von Nicola Conte in Italien auf, wobei erste Aufnahmen entstanden (Free Souls). In den folgenden Jahren spielte sie außerdem mit Lakecia Benjamin, Adison Evans (Hero), Reggie Quinerly (Words to Love), Kassa Overall und Marcus Strickland (People of the Sun, 2018). Sie ist weiterhin Mitbegründerin des Musikprojekts Rat Habitat (mit Jordan „Commissioner Wallace“ Peters), mit dem sie die EP Guns the Shoot Bubbles vorlegte; im Stil der Band mischen sich Einflüsse aus Electronica, Alternative Rock und Soul. Ferner wirkte sie bei Aufnahmen der Formationen Love Science Music und Gorillaz mit. Weiterhin arbeitete sie als D’Flower.
2015 tourte Charles, begleitet von Jon Boutellier, Thibaut François, Olivier Truchot und Sangoma Everett, in Frankreich. Auf ihrem Album The Girl with the Green Shoes schuf sie knorrige Grooves, die sie nach Ansicht von Blake Gillespie (Bandcamp Daily) in das Kontinuum der Jazzsänger versetzen, die sich durch Rap-Produktionen auszeichnen. 2021 unterzeichnete sie einen Plattenvertrag mit Verve Records und legte das Album Y’All Don’t (Really) Care About Black Women vor. Der Auftritt mit ihrem Trio beim NUEJAZZ Festival 2022 in Nürnberg wurde als Höhepunkt des Festivals gewertet.
Charles wirkte auch in dem Film The Boys Who Brunch (2014, Regie Mike Mitchell Jr.) mit. Im Bereich des Jazz war sie zwischen 2006 und 2022 an zwölf Aufnahmesessions beteiligt.

## Diskographische Hinweise
- Gorillaz: Andromeda
- The Girl with the Green Shoes (2017)
- Y’All Don’t (Really) Care About Black Women (Verve 2021)[9]